# Pseudosclerodomus redieri
Pseudosclerodomus redieri is een mosdiertjessoort uit de familie van de Romancheinidae. De wetenschappelijke naam van de soort is, als Bifaxaria redieri, voor het eerst geldig gepubliceerd in 1975 door d'Hondt.